# 비크라마디티야
비크라마디티야 (산스크리트어: विक्रमादित्य IAST: Vikramāditya)는 고대 인도 문헌에 언급된 전설적인 왕으로, 베탈 파치시와 싱하산 바티시 등의 전통 이야기에도 등장한다. 많은 이야기에서 그는 우자인 (일부 이야기에서는 파탈리푸트라 또는 프라티슈타나)을 수도로 하는 통치자로 묘사된다. "비크라마디티야"는 또한 고대 및 중세 인도의 여러 군주들이 채택한 흔한 칭호였으며, 비크라마디티야 전설은 다른 왕들(특히 찬드라굽타 2세)의 과장된 이야기일 수 있다. 대중적인 전통에 따르면, 비크라마디티야는 사카족을 물리친 후 기원전 57년에 비크람 삼바트 기년법을 시작했으며, 그가 역사적 인물을 기반으로 했다고 믿는 사람들은 그를 기원전 1세기경으로 본다. 그러나 이 기년법은 서기 9세기 이후에 "비크라마 삼바트"로 확인되었다. 네팔은 그레고리력보다 57년 앞선 그의 이름을 딴 비크람 삼바트를 국가 공식 달력 및 법적 문제에 사용한다.

## 이름과 어원
비크라마디티야는 "용맹의 태양"을 의미한다(비크라마는 "용맹", 아디티야는 "태양"). 그는 또한 비크라마, 비크람지트, 비크라마르카(아르카도 "태양"을 의미한다)로도 알려져 있다. 일부 전설에서는 그를 믈레차 침략자들로부터 인도를 해방시킨 인물로 묘사한다. 이 침략자들은 대부분 사카족으로 식별되며, 이 왕은 별칭인 샤카리(IAST: Śakāri; "사카족의 적")로 알려져 있다.

## 초기 전설

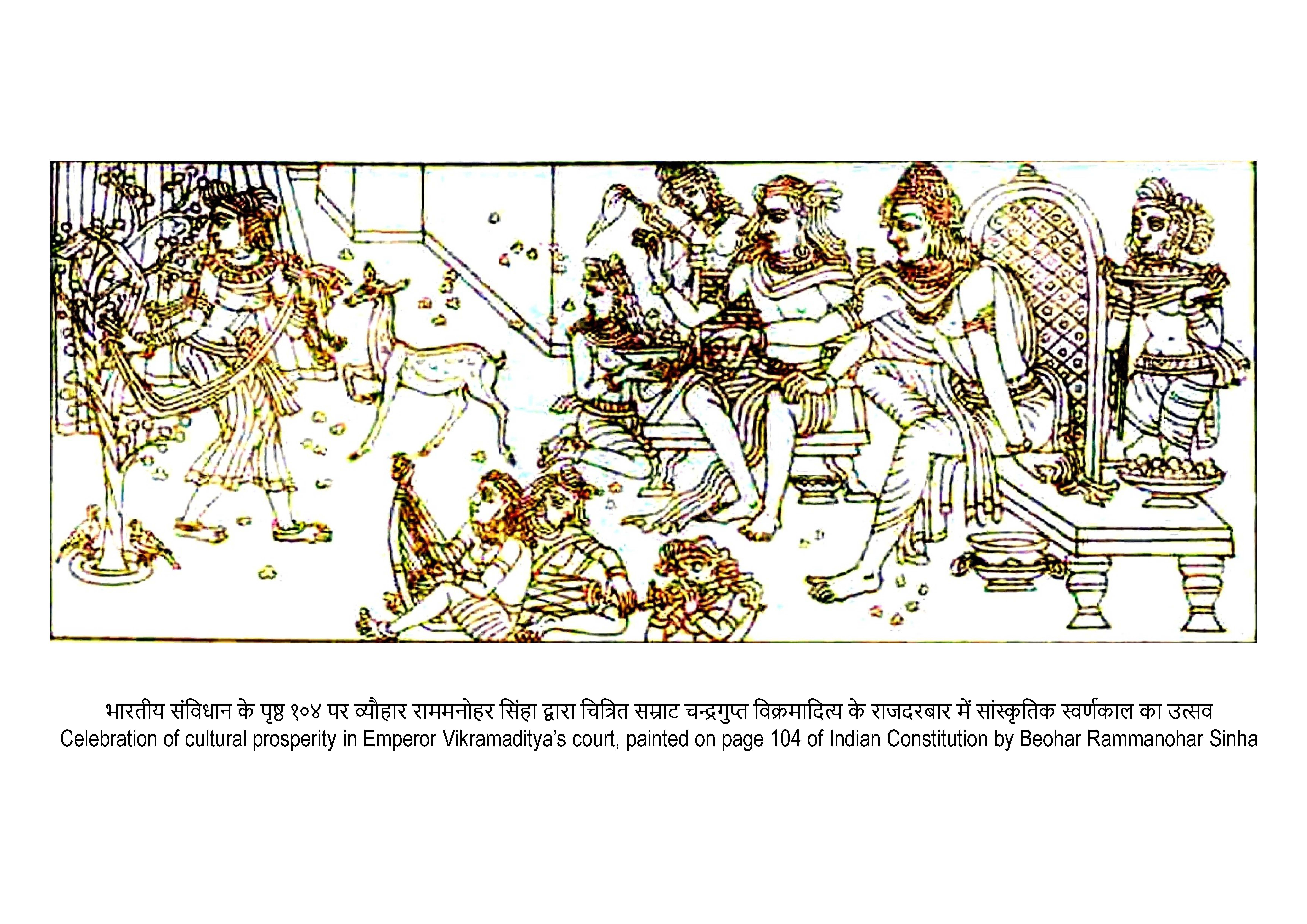
인도의 헌법 필사본에 묘사된 비크라마디티야 왕의 궁정, 베오하르 람마노하르 신하의 삽화

비크라마디티야는 굽타 제국 (서기 240–550년) 이전으로 거슬러 올라가는 몇몇 작품에서 언급되지만, 일부(비크라마디티야 포함)는 후대 굽타 시대의 보간일 수 있다. 비크라마디티야를 언급한 가장 초기의 작품은 아마도 기원전 1세기와 서기 3세기 사이에 미확인된 파이샤치어로 쓰여진 인도의 서사시 브리하트카타였을 것이다. 그 존재(그리고 비크라마디티야에 대한 언급)는 서기 6세기 이후로 거슬러 올라가는 현존하는 각색본과 동시대 시인들의 증언에 의해서만 확인된다. 브리하트카타의 현존하는 사본이 없으므로, 그것이 비크라마디티야 전설을 포함했는지는 알 수 없다. 카타사리트사가라와 같은 굽타 이후의 각색본에는 보간이 포함되어 있을 수 있다.
사타바하나 왕 할라 (틀:재위 기간)에게 귀속되는 시 모음집인 가하 사타사이 (또는 가타-삽타사티)는 자선으로 자신의 재산을 나눠준 비크라마디티야라는 왕을 언급한다. 그러나 이 작품의 많은 연은 수정본에 공통되지 않으며, 굽타 시대의 확장으로 보인다. 비크라마디티야에 대한 구절은 사무드라굽타와 찬드라굽타 2세에 대한 굽타 비문(예: 찬드라굽타의 딸 프라바바티굽타의 푸네 및 리다푸르 동판 비문)에서 발견되는 구절인 Anekago-shatasahasra-hiranya-kotipradasya와 유사하다. 이 구절은 할라에게 귀속된 작품에 후대 굽타 시대에 삽입된 것일 수 있다.
비크라마디티야에 대한 가장 이른 무논쟁적인 언급은 6세기 작품들에서 나타난다: 파라마르타 (499–569)의 바수반두 전기와 수반두의 바사바닷타. 파라마르타는 비크라마디티야 왕("피칼라마아치타")의 수도로 아요디아("아유자")를 언급하는 전설을 인용한다. 이 전설에 따르면, 왕은 상키야 학파 학자 빈디아바사가 바수반두의 불교 스승(붓담미트라)을 철학 논쟁에서 물리친 것에 대해 30만 금화를 주었다. 바수반두는 그 후 상키야 철학의 결함을 보여주는 파라마르타 삽타티를 썼다. 비크라마디티야는 바수반두의 주장에 만족하여 그에게도 30만 금화를 주었다. 바수반두는 나중에 발라디티야 왕자에게 불교를 가르쳤고, 왕이 죽은 후 여왕을 불교로 개종시켰다. 수반두에 따르면, 비크라마디티야는 그의 시대의 영광스러운 기억이었다.
현장 ( 602 – c. 664c.)은 그의 《대당서역기》에서 비크라마디티야를 슈라바스티의 왕으로 식별한다. 그의 기록에 따르면, 왕은 재무관의 반대에도 불구하고 50만 금화를 가난한 사람들에게 나누어 주라고 명령했고, 멧돼지 사냥 중에 한 남자가 다시 제자리로 돌아오도록 10만 금화를 주었다. 거의 같은 시기에 마노라타라는 불교 승려가 이발사에게 머리를 깎는 대가로 10만 금화를 주었다. 자신의 관대함에 자부심을 가지고 있던 비크라마디티야는 당황했고, 마노라타와 100명의 비불교 학자들 간의 토론을 주선했다. 마노라타가 99명의 학자들을 물리친 후, 왕과 다른 비불교도들은 마지막 토론이 시작될 때 그를 소리 지르며 굴욕을 주었다. 죽기 전에 마노라타는 그의 제자인 바수반두에게 편견 있고 무지한 사람들과 논쟁하는 것이 소용없다고 썼다. 비크라마디티야가 죽은 직후, 바수반두는 그의 후계자인 발라디티야에게 스승의 굴욕을 갚기 위해 또 다른 토론을 주최해달라고 요청했다. 이 토론에서 바수반두는 100명의 비불교 학자들을 물리쳤다.

## 10세기–12세기 전설

### 브리하트카타 각색본
크세멘드라의 브리하트카타만자리와 소마데바의 11세기 카타사리트사가라는 모두 브리하트카타의 각색본으로, 비크라마디티야에 대한 많은 전설을 포함하고 있다. 각 전설에는 그의 힘을 보여주는 여러 환상적인 이야기가 이야기 속에 담겨 있다.
첫 번째 전설은 비크라마디티야와 프라티슈타나 왕의 라이벌 관계를 언급한다. 이 버전에서는 그 왕의 이름이 나라심하(샬리바하나가 아님)이고 비크라마디티야의 수도는 파탈리푸트라(우자인이 아님)이다. 전설에 따르면, 비크라마디티야는 닥쉬나파타를 침략하고 프라티슈타나를 포위한 나라심하의 적이었다. 그는 패배하여 퇴각해야 했다. 그는 그 후 변장하여 프라티슈타나에 잠입하여 기생을 사로잡았다. 비크라마디티야는 비밀리에 파탈리푸트라로 돌아가기 전까지 그녀의 연인이었다. 돌아가기 전에 그는 쿠베라에게서 받은 다섯 개의 황금 조각상을 기생의 집에 남겨두었다. 이 기적적인 조각상 중 하나의 팔다리가 부러져 누군가에게 주어지면, 그 황금 팔다리는 다시 자라났다. 연인의 상실을 애도하며, 기생은 자선에 전념했다. 황금 선물로 유명해진 그녀는 곧 나라심하를 명성에서 능가했다. 비크라마디티야는 나중에 기생의 집으로 돌아왔고, 그곳에서 나라심하는 그를 만나 친구가 되었다. 비크라마디티야는 기생과 결혼하여 그녀를 파탈리푸트라로 데려왔다.

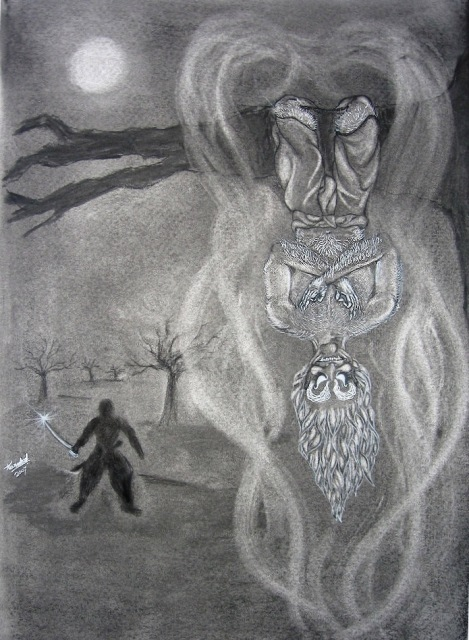
나무에 매달린 베탈라와 뒤편의 비크라마디티야에 대한 현대 예술가의 인상

제12권(샤샹카바티)에는 베탈라 판차빔샤티로 알려진 베탈라 판차빔샤티 전설이 포함되어 있다. 이 책은 왕이 수수께끼 같은 이야기와 질문으로 끝나는 베탈라를 붙잡고 붙잡으려 하는 25개의 이야기 모음이다. 카타사리트사가라 외에도, 이 모음집은 다른 세 개의 산스크리트어 교정본, 여러 인도 토착어 버전, 그리고 산스크리트어와 힌디어의 여러 영어 번역본에 나타나며, 비크라마디티야 전설 중 가장 인기가 많다. 교정본들 사이에 약간의 차이가 있다. 베탈라 이야기 목록을 참조하라. 크세멘드라, 소마데바, 시다바사의 교정본에서 왕의 이름은 트리비크라마세나이다. 카타사리트사가라에서는 그의 수도가 프라티슈타나에 위치한다. 이야기의 끝에서 독자는 그가 이전에 비크라마디티야였다는 것을 알게 된다. 후대 텍스트들, 예를 들어 산스크리트어 베탈라-비크라마디티야-카타와 현대 토착어 버전들은 그 왕을 우자인의 비크라마디티야로 식별한다.
제18권 (비샤마실라)에는 나라바하나닷타가 현자 카샤파의 아슈람에서 은자들의 모임에 들려준 또 다른 전설이 담겨 있다. 전설에 따르면, 인드라와 다른 데바들은 시바에게 살해된 아수라들이 믈레차로 다시 태어났다고 말했다. 시바는 그의 시종인 말리아바트에게 우자인에서 아반티 왕국의 왕자로 태어나 믈레차들을 죽이라고 명령했다. 신은 아반티 왕 마헨드라디티야에게 꿈에 나타나 그의 왕비 사우미아다르샤나에게 아들이 태어날 것이라고 말했다. 그는 왕에게 아이의 이름을 비크라마디티야라고 지어달라고 요청했고, 왕자에게 적들에 대한 적대감 때문에 "비샤마실라"라고 불릴 것이라고 말했다. 말리아바트는 비크라마디티야로 태어났다. 왕자가 성장하자 마헨드라디티야는 은퇴하여 바라나시로 갔다. 비크라마디티야는 여러 왕국을 정복하고 베탈라, 라크샤사 및 다른 악마들을 제압하는 캠페인을 시작했다. 그의 장군 비크라마샥티는 남쪽의 닥쉬나파타, 중부 지역의 마디아데사, 서쪽의 사우라슈트라, 그리고 갠지스강 동쪽의 나라를 정복했다. 비크라마샥티는 또한 북쪽의 카슈미르 왕국을 비크라마디티야의 조공국으로 만들었다. 싱할라의 왕 비라세나는 그의 딸 마다날레카를 비크라마디티야에게 결혼시켰다. 황제는 또한 세 명의 다른 여성들(구나바티, 찬드라바티, 마다나순다리)과 칼링가의 공주 칼링가세나와도 결혼했다.
브리하트카타만자리에는 약간의 변형이 있는 비슷한 전설이 포함되어 있다. 비크라마디티야의 장군 비크라마샥티는 캄보자, 야바나, 후나족, 야만, 투샤라, 페르시아인들을 포함한 많은 믈레차를 물리쳤다. 브리하트카타만자리와 카타사리트사가라에서 말리아바트는 나중에 이 책들의 기반이 된 브리하트카타의 저자인 구나디야로 태어난다.

### 라자타랑기니
칼하나의 12세기 라자타랑기니에는 우자이니의 하르샤 비크라마디티야가 사카족을 물리쳤다고 언급되어 있다. 연대기에 따르면 비크라마디티야는 그의 친구인 시인 마트리굽타를 카슈미르의 통치자로 임명했다. 비크라마디티야가 죽은 후 마트리굽타는 프라바라세나에게 왕위를 양위했다. D. C. Sircar에 따르면 칼하나는 전설적인 비크라마디티야를 바르다나 왕조의 황제 하르샤바르다나 ( 606 – c. 47 CEc.)와 혼동했다. 마두수다나의 17세기 바바보디니도 마찬가지로 두 왕을 혼동하며, 라트나발리의 저자인 하르샤가 우자인에 수도를 두었다고 언급한다.

### 다른 전설들
아난타의 12세기 영웅시 《비라-차리트라》 (또는 《비라차리타》)에 따르면, 샬리바하나 (또는 사타바하나)는 비크라마디티야를 물리치고 죽였으며, 프라티슈타나에서 통치했다. 샬리바하나의 동료인 수드라카는 나중에 비크라마디티야의 후계자들과 동맹을 맺고 샬리바하나의 후손들을 물리쳤다. 이 전설에는 여러 신화적인 이야기가 포함되어 있다.
시바다사의 12세기–14세기 《샬리바하나 카타》 (또는 《샬리바하나-차리트라》)는 마찬가지로 비크라마디티야와 샬리바하나 사이의 경쟁을 묘사한다.
아난다의 마다바날라 카마칸달라 카타는 비크라마디티야에 의해 재회한 헤어진 연인들의 이야기이다.
비크라모다야는 황제가 현명한 앵무새로 등장하는 운문 이야기 시리즈이다. 비슷한 시리즈가 자이나교 문헌인 파르슈바나트차리트라에서도 발견된다.
15세기—또는 그 이후—의 파차단다차트라 프라반다 (다섯 개의 막대기가 있는 우산 이야기)는 "마법과 마법에 대한 이야기로, 비크라마디티야가 강력한 마법사 역할을 하는 놀라운 모험으로 가득하다"고 전해진다. 가나파티의 16세기 구자라트어 작품, 마다바날라-카마칸달라-카타도 비크라마디티야 이야기를 포함한다.

## 파라마라 전설
9세기에서 14세기까지 말와 (우자인 포함)를 통치했던 파라마라 왕들은 자신들의 제국적 주장을 정당화하기 위해 비크라마디티야와 다른 전설적인 왕들과 자신들을 연결시켰다.

### 싱하사나 드바트림시카
싱하사나 드바트림시카(대중적으로 싱하산 바티시로 알려짐)는 비크라마디티야에 대한 32개의 설화를 포함한다. 이 액자 구조 이야기 모음에서 파라마라 왕 보자는 수세기 후 비크라마디티야의 고대 왕좌를 발견한다. 왕좌에는 32개의 조각상이 있는데, 이들은 실제로는 저주로 인해 돌로 변한 압사라들(힌두교 및 불교 문화에서 구름과 물의 여성 영혼의 한 유형)이다. 보자가 왕좌에 오르려 할 때, 한 압사라가 살아나서 그에게 자신이 들려준 이야기처럼 비크라마디티야만큼 관대해야만 왕좌에 오르라고 말한다. 이로 인해 보자는 왕좌에 오르기 위해 32번 시도하게 되며, 비크라마디티야의 미덕에 대한 32개의 이야기가 전해지고, 각 이야기 후에 보자는 자신의 부족함을 인정한다. 그의 겸손에 만족한 조각상들은 마침내 그가 왕좌에 오르는 것을 허락한다.
원작의 저자와 연대는 알려져 있지 않다. 이 이야기에 보자(1055년 사망)가 언급되어 있으므로, 11세기 이후에 쓰였을 것이다. 산스크리트어 버전인 싱하사나-드바트림시카의 5가지 1차 교정본은 13세기와 14세기로 거슬러 올라간다. 수잔 라이의 1695년 《쿨라사트-웃-타와리크》에 따르면, 저자는 보자의 와지르(재상) 판디트 브라지였다.
베탈라 판차빔샤티와 싱하사나 드바트림시카는 구조적으로 정반대이다. 베탈라 이야기에서 비크라마디티야는 액자 구조 이야기의 중심 인물이지만, 베탈라에게서 이야기를 듣는 것 외에는 개별 이야기와 관련이 없다. 왕좌 이야기의 액자 구조 이야기는 비크라마디티야가 죽은 지 오랜 후를 배경으로 하지만, 그 이야기들은 그의 삶과 행적을 묘사한다.

### 바비시야 푸라나
파라마라 시대의 전설은 파라마라 통치자들을 전설적인 왕들과 연결시켜 파라마라 제국의 주장을 강화했다. 19세기까지 편집된 고대 힌두교 문헌인 바비시야 푸라나는 비크라마디티야를 파라마라 왕들과 연결시킨다. 이 텍스트에 따르면(3.1.6.45-7.4), 첫 번째 파라마라 왕은 아부산의 불 구덩이에서 태어난 프라마라(따라서 아그니반샤)였다. 비크라마디티야, 샬리바하나, 보자는 프라마라의 후손이자 파라마라 왕조의 일원으로 묘사된다.
《바비시야 푸라나》에 따르면, 세상이 비브라만교 신앙으로 타락했을 때, 시바는 비크라마디티야를 지구로 보냈고, 그를 위해 32개의 문양으로 장식된 왕좌를 세웠다(《싱하사나 드바트림시카》를 언급). 시바의 아내 파르바티는 비크라마디티야를 보호하고 수수께끼로 그를 가르치기 위해 베탈라를 창조했다(《베탈라 판차빔샤티》 전설을 언급). 베탈라의 이야기를 들은 후, 비크라마디티야는 아슈바메다 (말 희생)를 수행했다. 희생된 말이 방랑한 곳이 비크라마디티야 제국의 경계를 정했다: 서쪽의 인더스강, 북쪽의 바다리스타나 (바드리나트), 동쪽의 카필라, 남쪽의 세투반다 (라메스와람). 황제는 세 개의 비파라마라 씨족 출신의 공주들과 결혼하여 네 아그니반시 씨족을 통합했다: 차우한 씨족의 비라, 찰루키아 씨족의 니자, 그리고 프라티하라 씨족의 보가바티. 찬드라를 제외한 모든 신들이 그의 성공을 축하했다(파라마라와 같은 수르야반시 씨족의 라이벌인 찬드라반시를 언급).
비크라마디티야의 바라타바르샤 (인도) 제국에는 18개의 왕국이 있었다. 완벽한 통치 후, 그는 천국으로 올라갔다. 칼리 유가가 시작될 무렵, 비크라마디티야는 카일라사에서 내려와 나이미샤 숲의 현자들을 모았다. 고라크나트, 바르트리하리, 로마하르사나, 사우나카 등의 현자들이 푸라나와 우파푸라나를 낭송했다. 비크라마디티야 사망 100년 후, 샤카족이 다시 인도를 침략했다. 비크라마디티야의 손자인 샬리바하나가 그들과 다른 침략자들을 진압했다. 샬리바하나 사망 500년 후, 보자가 후대의 침략자들을 물리쳤다.

## 자이나교 전설
자이나교 저자들의 여러 작품에는 비크라마디티야에 대한 전설이 포함되어 있다.
- 프라바찬드라의 《프라바바카 차리타》(서기 1127년)
- 소마프라바의 《쿠마라-팔라-프라티보다》(서기 1184년)
- 칼라카차리아-카타 (1279년 이전)
- 메루퉁가의 《프라반다-친타마니》(1304년)
- 지나프라바수리의 《비비다-티르타-칼파》(1315년)
- 라자세카라의 《프라반다-코샤》(1348년)
- 데바무르티의 《비크라마-차리트라》(1418년)
- 라마찬드라수리의 《판차-단다-차트트라-프라반다》(1433년)
- 수바실라의 《비크라마-차리트라》(1442년)
- 파타발리 (승려 수장 목록)

12세기 중반 이전의 자이나교 문헌에는 비크라마디티야에 대한 언급이 거의 없었지만, 우자인은 자주 등장한다. 자이나교 왕 쿠마라팔라 (틀:재위 기간) 이후, 자이나교 작가들은 쿠마라팔라를 비크라마디티야에 비유하기 시작했다. 13세기 말경에는 비크라마디티야를 자이나교 황제로 묘사하는 전설이 나타나기 시작했다. 자이나교 전통의 주요 주제는 백의파 자이나교 아차리야 싯다세나 디바카라가 비크라마디티야를 자이나교로 개종시켰다는 것이다. 그는 비크라마디티야에게 1,199년 후에 그와 같은 위대한 왕(쿠마라팔라)이 나타날 것이라고 말했다고 전해진다.
자이나교 전통은 원래 네 가지 싱하사나 관련 이야기와 네 가지 베탈라 관련 퍼즐 이야기를 가지고 있었다. 후대의 자이나교 저자들은 32가지의 싱하사나 드바트림시카와 25가지의 베탈라 판차빔샤티 이야기를 채택했다.
자이나교 저자인 헤마찬드라는 비크라마디티야를 네 명의 학식 있는 왕 중 한 명으로 지목한다. 나머지 세 명은 샬리바하나, 보자, 문자이다. 메루퉁가의 비카라세니는 기원전 57년에 우자인에서 그의 승리를 기록하고, 그의 네 후계자가 서기 3년부터 78년까지 통치했음을 암시한다.

### 샬리바하나-비크라마디티야의 라이벌 관계

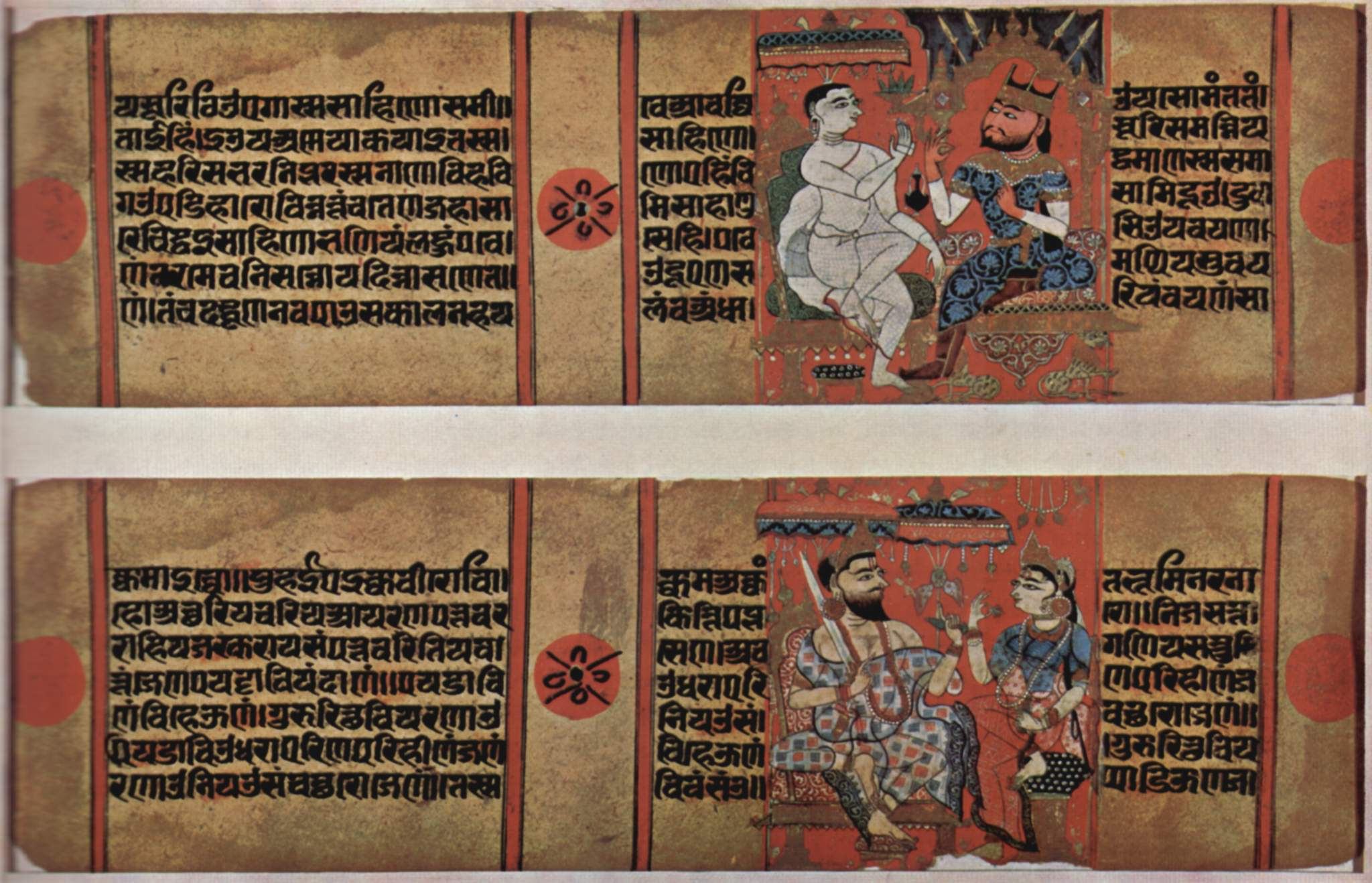
칼파수트라와 칼라카차리아 카타 필사본

많은 전설, 특히 자이나교 전설은 비크라마디티야를 프라티슈타나의 샬리바하나 (또 다른 전설적인 왕)와 연결시킨다. 일부 전설에서는 그가 샬리바하나에게 패배하여 샬리바하나기를 시작하게 되고, 다른 전설에서는 그가 샬리바하나의 조상이라고 한다. 몇몇 전설에서는 프라티슈타나의 왕을 "비크라마디티야"라고 부르기도 한다. 왕들 사이의 정치적 경쟁은 때때로 언어로까지 확대되어, 비크라마디티야는 산스크리트어를 지지하고 샬리바하나는 프라크리트어를 지지하는 것으로 묘사된다.
칼라카차리야-카타나카에 따르면, 비크라마디티야의 아버지 가르다빌라는 칼라카(백의파 자이나교 아차리야)의 여동생을 납치했다. 칼라카의 요청으로 사카족이 우자인을 침략하여 가르다빌라를 포로로 잡았다. 비크라마디티야는 나중에 프라티슈타나에서 도착하여 사카족을 물리치고, 그의 승리를 기념하기 위해 비크람 삼바트 기년법을 시작했다. 알랭 다니엘루에 따르면, 이 전설의 비크라마디티야는 사타바하나 왕을 가리킨다.
다른 자이나교 문헌들은 사타바하나 또는 샬리바하나로 알려진 프라티슈타나 왕의 손에 비크라마디티야가 패배했다는 전설의 변형을 포함한다. 이 주제는 지나-프라바수리의 칼파-프라디파, 라자세카라의 프라반다-코샤, 그리고 마라티어 작품인 살리바하나-차리트라에서 발견된다. 전설에 따르면, 사타바하나는 나가 (뱀) 족장 셰샤와 도공의 집에 살던 브라만 과부의 자식이었다. 그의 이름 사타바하나는 satani (주다)와 vahana (운송 수단)에서 유래했는데, 그는 진흙으로 코끼리, 말 등 운송 수단을 조각하여 다른 아이들에게 주었기 때문이다. 비크라마디티야는 자신을 죽일 자가 태어났다는 징조를 감지했다. 그는 그의 베탈라를 보내 아이를 찾게 했다. 베탈라가 프라티슈타나에서 사타바하나를 찾아냈고, 비크라마디티야는 그곳으로 군대를 이끌었다. 나가 마법으로 사타바하나는 진흙으로 만든 말, 코끼리, 병사 인형들을 실제 군대로 변환시켰다. 그는 비크라마디티야를 물리쳤고 (비크라마디티야는 우자인으로 도망쳤다), 그 자신의 시대를 시작했으며, 자이나교도가 되었다. 이 전설에는 몇 가지 변형이 있다: 비크라마디티야는 전투에서 사타바하나의 화살에 맞아 죽는다. 그는 사타바하나의 딸과 결혼하여 아들(비크라마세나 또는 비크라마-차리트라로 알려짐)을 낳거나, 사타바하나가 프라티슈타나 왕의 경호원 아내인 마노라마의 아들이라는 설이 있다.

## 타밀 전설
중세 타밀어 전설에 따르면 비크라마디티야는 몸에 32개의 인상을 가지고 있었는데, 이는 보편적인 황제의 특징이다. 연금술 수은이 필요한 한 브라만이 황제가 칸치푸람의 여신 카막시에게 자신의 머리를 바치면 얻을 수 있다고 말한다. 비크라마디티야는 자신을 희생하기로 동의하지만, 여신은 희생 없이도 그의 소원을 들어준다.
또 다른 타밀 전설에서 비크라마디티야는 신들을 기쁘게 하기 위해 나바칸담 의식(몸을 아홉 군데 자르는 의식)의 변형을 수행하겠다고 제안한다. 그는 자신의 몸을 여덟 군데 자르고(여덟 바이라바를 위해), 머리는 여신에게 바치겠다고 제안한다. 그 대가로 그는 여신에게 인신공양을 중단하도록 설득한다.
불확실한 연대의 타밀어 원고인 《촐라 푸르바 파타얌》(고대 촐라 기록)에는 세 타밀 왕조의 신성한 기원에 대한 전설이 담겨 있다. 이 전설에서 샬리바하나 (보자라고도 알려짐)는 슈라마나 왕이다. 그는 비크라마디티야를 물리치고 시바와 비슈누 숭배자들을 박해하기 시작한다. 시바는 그를 물리치기 위해 세 타밀 왕을 창조한다: 비라 촐란, 울라 체란, 그리고 바지랑가 판디얀. 이 왕들은 보물을 찾고 샨타누 시대부터 비크라마디티야 시대까지의 힌두 왕들의 비문을 발견하는 등 여러 모험을 겪는다. 그들은 궁극적으로 1443년에 샬리바하나를 물리친다 (불확실한 역법 연대, 아마도 칼리 유가의 시작부터).

## 아요디아 전설
아요디아의 전설에 따르면, 이 도시는 수세기 동안 잊혀진 후 비크라마디티야에 의해 다시 발견되었다. 비크라마디티야는 아요디아를 찾기 시작했고, 티르타의 왕 프라야가를 만났다. 프라야가의 안내를 받아 비크라마디티야는 그 장소를 표시했지만, 나중에 잊어버렸다. 한 요기는 그에게 소와 송아지를 풀어주라고 말했고, 소의 젖이 흐르기 시작하는 곳이 아요디아가 될 것이라고 했다. 이 조언을 따랐을 때, 비크라마디티야는 고대 아요디아의 유적을 찾았다.
한스 T. 바커에 따르면, 오늘날의 아요디아는 원래 불교 문헌에 언급된 사케타였다. 자신을 라마에 비유하고 비크라마디티야로도 알려진 굽타 제국 황제 스칸다굽타는 수도를 사케타로 옮기고 라마야나의 전설적인 도시의 이름을 따서 아요디아로 개명했다. 파라마르타의 4세기–5세기 CE 바수반두 전기에서 언급된 비크라마디티야는 일반적으로 스칸다굽타 또는 푸루굽타와 같은 굽타 왕과 동일시된다. 굽타 왕들은 파탈리푸트라에서 통치했지만, 아요디아는 그들의 영역 안에 있었다. 그러나 애쉬비니 아그라왈과 같은 학자들은 이 설명을 부정확하다고 본다.

## 나바라트나
칼리다사에게 귀속되는 출판 논문인 《조티르비다바하라나》 (22.10)에는 비크라마디티야의 궁정에 아홉 명의 저명한 학자들 (나바라트나)이 있었다고 언급되어 있다.
1. 비디아심하
2. 다나반타리
3. 가타카라파라
4. 칼리다사
5. 크샤파나카
6. 샨쿠
7. 바라하미히라
8. 바라루치
9. 베탈라 바타

그러나 많은 학자들은 《조티르비다바하라나》를 칼리다사의 사망 후에 쓰여진 문학적 위작으로 간주한다. 이 작품을 12세기로 비정하는 V. V. 미라시에 따르면, 문법 오류가 포함되어 있기 때문에 칼리다사가 작곡했을 리가 없다. 이전 문헌에서는 그러한 나바라트나에 대한 언급이 없으며, D. C. 시르카르는 《조티르비다바하라나》를 "역사적 목적에 절대적으로 무가치하다"고 평가한다.
이 아홉 학자들이 동시대 인물이거나 같은 왕의 후원자였다는 역사적 증거는 없다. 바라루치는 서기 3세기 또는 4세기경에 살았다고 여겨진다. 칼리다사의 생애는 논쟁의 여지가 있지만, 대부분의 역사가들은 그를 5세기경에 살았다고 본다. 바라하미히라는 6세기에 살았던 것으로 알려져 있다. 다나반타리는 의학 용어집(니간투)의 저자였지만, 그의 생애는 불확실하다. 아마라심하도 확실히 연대를 알 수 없지만, 그의 사전은 다나반타리와 칼리다사의 작품을 사용한다. 따라서 그는 기원전 1세기 (비크라마디티야는 기원전 57년에 연대를 확립했다고 한다)로 연대를 정할 수 없다. 샨쿠, 베탈라바타, 크샤파나카, 가타카르파라에 대해서는 거의 알려진 바가 없다. 일부 자이나교 작가들은 싯다세나 디바카라를 크샤파나카와 동일시하지만, 이는 역사가들에 의해 받아들여지지 않는다.
칼리다사는 조티르비다바하라나보다 이전의 작품에서 비크라마디티야와의 연관성이 언급된 유일한 인물이다. 라자세카라의 카비야미맘사(10세기), 보자의 스링가라 프라카사, 그리고 크세멘드라의 아우치티야-비카라-차르차(모두 11세기)에 따르면, 비크라마디티야는 칼리다사를 쿤탈라 지방(오늘날 우타라 칸나다)으로 그의 대사로 보냈다. 그러나 이 보고들의 역사성은 의심스럽다.
같은 《조티르비다바하라나》는 또한 칼리다사가 위에 언급된 다른 나바라트나들과 함께 로마 황제[로마 사카디파티야]를 물리치고 우자이니 거리로 끌고 다녔던 비크라마디티야의 궁정에서 일했다고 주장했다고 언급한다.

## 초기 전설

### 말라바 왕
라즈발리 판데이, 카일라슈 찬드라 자인 등은 비크라마디티야가 우자이니에 기반을 둔 말라바 왕이었다고 믿는다. 사카족은 기원전 1세기경 신드주에서 말와로 진격했고, 비크라마디티야에게 패배했다. 나중에 비크람 삼바트로 알려진 크리타 시대는 이 승리를 기념했다. 찬드라굽타 2세는 나중에 사카족을 물리친 후 비크라마디티야 칭호를 채택했다. 이 이론의 지지자들은 비크라마디티야가 굽타 제국 이전의 작품, 즉 브리하트카타와 가타 삽타샤티에서 언급된다고 말한다. 비크라마디티야는 찬드라굽타 2세를 기반으로 할 수 없는데, 굽타의 수도는 파탈리푸트라였기 때문이다(우자인이 아님). 라지 프루티에 따르면, 이 1세기 왕을 둘러싼 전설은 점차 "비크라마디티야"라는 이름을 가진 후대 왕들(찬드라굽타 2세 포함)의 전설과 얽히게 되었다.
이 이론에 대한 비판자들은 가타 삽타사티가 굽타 시대의 보간의 명확한 징후를 보인다고 말한다. A. K. 워더에 따르면 브리하트카타만자리와 카타사리트사가라는 원본 브리하트카타의 "엄청나게 부풀려지고 변형된" 교정본이다. 초기 자이나교 작품들은 비크라마디티야를 언급하지 않고, 나바라트나는 아홉 학자들이 동시대 인물이었던 것으로 보이지 않으므로 역사적 근거가 없다. 비크라마디티야를 둘러싼 전설들은 모순되고 환상에 가까우며 역사적 사실과 일치하지 않는다. 기원전 1세기경에 비크라마디티야라는 이름(또는 칭호)을 가진 왕의 존재를 시사하는 비문, 화폐 또는 문학적 증거는 없다. 푸라나에는 중요한 인도 왕들의 계보가 포함되어 있지만, 굽타 시대 이전에 우자인이나 파탈리푸트라에서 통치한 비크라마디티야에 대한 언급은 없다. 숭가 제국 (기원전 187–78년), 칸바 왕조 (기원전 75–30년), 사타바하나 왕조 (기원전 230년–서기 220년), 인도-스키타이 ( 200 BCE – c. 400 CEc.) 및 인도-그리스 왕국 (기원전 180년–서기 10년) 사이에 기원전 1세기경 우자인에서 역사적으로 기록되지 않은 강력한 황제가 통치했을 가능성은 거의 없다.

### 굽타 왕들
많은 굽타 제국 왕들이 비크라마디티야 또는 이에 해당하는 칭호를 채택했다. 예를 들어 사무드라굽타의 "파라크라마카"가 있다. D. C. 시르카르, 헴 찬드라 라이차우두리 등에 따르면, 이 왕들의 위업이 비크라마디티야 전설에 기여했다. 시간이 지나면서 그들 사이의 구별은 사라졌고, 전설적인 샬리바하나도 여러 사타바하나 왕들의 위업에 기반을 두었다.

#### 찬드라굽타 2세

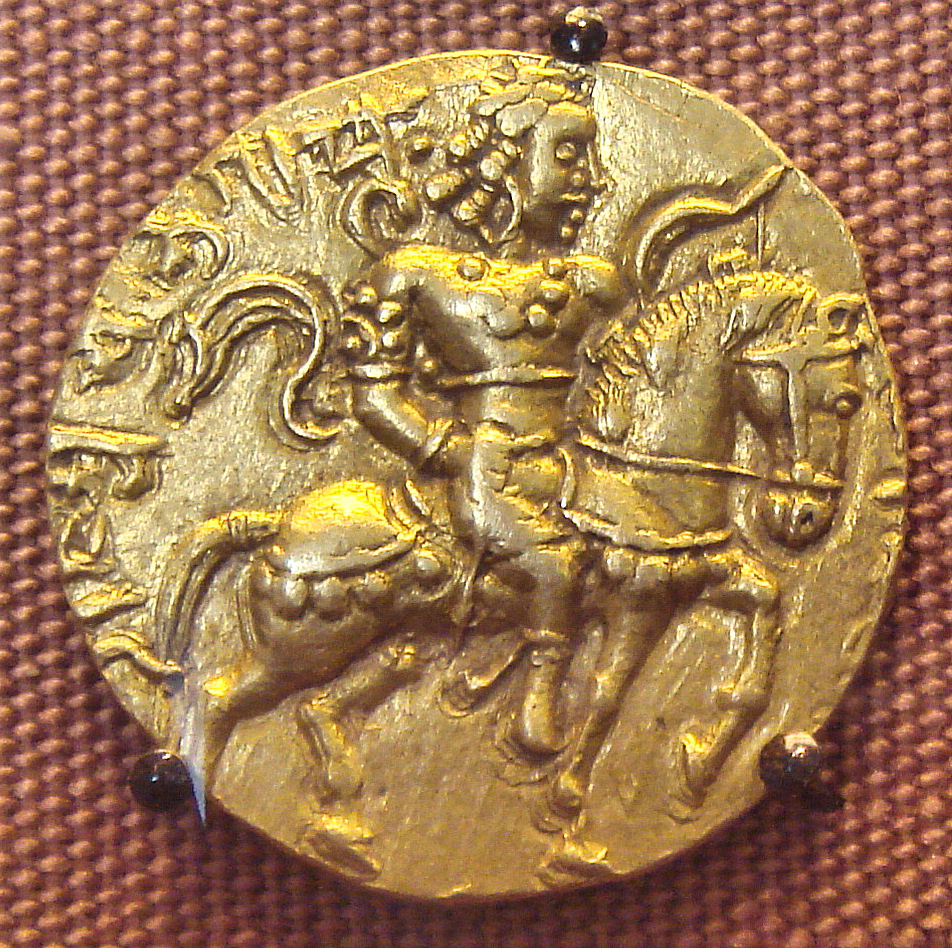
금화에 새겨진 찬드라굽타 2세

D. R. 반다르카르, V. V. 미라시, D. C. 시르카르 등 일부 학자들은 비크라마디티야가 아마도 굽타 왕 찬드라굽타 2세를 기반으로 했다고 믿는다. 동전과 수피아 기둥 비문에 따르면, 찬드라굽타 2세가 비크라마디티야 칭호를 채택했다고 믿어진다. 라슈트라쿠타 왕 고빈다 4세의 캄바트 및 상글리 판에는 비크라마디티야에도 적용되었던 "사하산카"라는 별칭이 찬드라굽타 2세에게 사용되었다. 알프 힐테바이트에 따르면, 찬드라굽타의 샤카족에 대한 승리는 가상의 인물에게 전가되어 비크람 삼바트 기년법을 세웠다는 이야기가 되었다.
대부분의 전설에서 비크라마디티야는 우자인에 수도를 두었지만, 일부는 그를 파탈리푸트라 (굽타의 수도)의 왕으로 언급한다. D. C. 시르카르에 따르면, 찬드라굽타 2세는 우자인의 사카족 침략자들을 물리치고 그의 아들 고빈다굽타를 그곳의 부왕으로 삼았을 수 있다. 우자인은 두 번째 굽타 수도가 되었을 수 있으며, 그에 대한 전설(비크라마디티야로서)이 발전했을 수 있다. 현재의 카르나타카에 기반을 둔 소규모 왕조인 구타발랄의 구타 왕조는 굽타 제국의 후예를 주장했다. 그들의 차우다다나푸라 비문은 우자인에서 통치하는 비크라마디티야를 암시하며, 여러 구타 왕들은 비크라마디티야라는 이름을 가졌다. 바순드하라 필리오자트에 따르면, 구타 왕들은 비크라마디티야와 찬드라굽타 2세를 혼동했다. 그러나 D. C. 시르카르는 이를 비크라마디티야가 찬드라굽타 2세를 기반으로 했다는 추가 증거로 본다.

#### 스칸다굽타
아요디아 전설의 비크라마디티야는 많은 학자들에 의해 스칸다굽타 (틀:재위 기간)와 동일시된다. 《카타사리트사가라》의 18권은 비크라마디티야를 우자인의 마헨드라디티야의 아들로 묘사한다. D.C. 시르카르에 따르면, 쿠마라굽타 1세 (재위: 415–455 CE)는 마헨드라디티야 칭호를 채택했다. 그의 아들 스칸다굽타는 비크라마디티야 칭호를 채택했고, 이 일련의 전설은 스칸다굽타에 기반을 두었을 수 있다.

### 다른 통치자
25개의 베탈라 이야기 중 카타사리트사가라 교정본에서 왕은 프라티슈타나의 통치자로 언급된다. A. K. 워더는 사타바하나 왕조만이 프라티슈타나에서 통치한 유일한 주목할 만한 고대 왕조였다고 언급한다. 사타바하나 비문에 따르면, 그들의 왕 가우타미푸트라 사타카르니는 사카족을 물리쳤다. 가우타미푸트라 사타카르니의 별칭 중 하나는 vara-varana-vikrama-charu-vikrama였다. 그러나 D. C. 시르카르에 따르면, 이 별칭은 "고급 코끼리처럼 아름다운 걸음을 가진 자"를 의미하며 비크라마디티야와 관련이 없다. 대부분의 다른 비크라마디티야 전설은 왕의 수도를 우자인(또는 드물게 파탈리푸트라)으로 기록하지만, 사타바하나 왕조는 이 도시들에 수도를 둔 적이 없다. 비크라마디티야는 또한 여러 전설에서 프라티슈타나에 기반을 둔 사타바하나(또는 샬리바하나) 왕의 적수로 묘사되었다.
막스 뮐러는 비크라마디티야 전설이 6세기 아울리카라 왕 야쇼다르만에 기반을 두고 있다고 믿었다. 아울리카라 왕조는 그들의 비문에서 말라바족 시대(나중에 비크람 삼바트로 알려짐)를 사용했다. 루돌프 회른레에 따르면, 말라바 시대의 이름은 야쇼다르만에 의해 비크라마디티야로 변경되었다고 한다. 회른레는 또한 야쇼다르만이 카슈미르를 정복했으며, 칼하나의 라자타랑기니에 언급된 하르샤 비크라마디티야가 그라고 믿었다. 야쇼다르만이 후나족 (미히라쿨라가 이끌었음)을 물리쳤지만, 후나족은 사카족이 아니었다. 야쇼다르만의 수도는 다사푸라(현대 만드사우르)였지 우자인이 아니었다. 그가 비크라마디티야 전설에 영감을 주었다는 다른 증거는 없다.

## 유산
여러 비크라마디티야 이야기가 아마르 치트라 카타 만화책 시리즈에 등장한다. 비크라마디티야 왕에 대한 인도 영화로는 G. V. 사네의 《비크람 사트바파리크샤》(1921), 나누바이 B. 데사1의 《비크람 차리트라》(1924), 하르샤드라이 사케르랄 메타의 《비크람 차리트라》(1933), 《비크람 샤시칼라》(1949), 비자이 바트의 《비크라마디티야》(1945), 켐파라지 우르스의 《라자 비크라마》(1950), 디루바이 데사이의 《라자 비크람》(1957), 찬드라세카라 라오 잠파나의 《바티 비크라마르카》(1960), T. R. 라구나트의 《비크라마디탄》(1962), 《차크라바르티 비크라마디티야》(1964), S. N. 트리파티의 《마하라자 비크람》(1965), G. 수리암의 《비크라마르카 비자얌》(1971), 샨틸랄 소니의 《비크람 베탈》(1986), 크리슈나의 《싱하사남》과 《싱하산》(1986), 라비 라자 피니세티의 《라자 비크라마르카》(1990), 라지브 칠라칼라푸디의 《비크람 베탈》(2004) 등이 있다.
1980년대 두르다샨에서 방영된 《비크람 아우르 베타알》은 베탈라 판차빔샤티를 기반으로 했다. 2009년에는 두르다샨 TV 쇼를 리메이크한 《카하니야 비크람 아우르 베타알 키》가 컬러즈 TV에서 방영되었다. 싱하산 바티시의 각색본은 1980년대 후반 두르다샨에서 방영되었다. 2014년에는 다른 각색본이 소니 팔에서 방영되었다. 현재 Aham Sharma가 비크라마디티야 역을 맡고 있는 앤TV에서 《비크람 베타알 키 라하스야 가타》 시리즈가 방영 중이다.
인도 해군 항공모함 INS 비크라마디티야는 비크라마디티야를 기리기 위해 명명되었다. 2016년 12월 22일, 인도 우체국은 삼라트 비크라마디티야를 기리는 기념 우표를 발행했다. 역사 소설 작가 샤트루지트 나트는 그의 비크라마디티야 비르가타 시리즈에서 황제의 이야기를 재해석한다.

### 비크람 삼바트와의 연관성
9세기 이후, 기원전 57년에 시작된 기년법 (현재 비크람 삼바트라고 불림)이 비크라마디티야와 연관되기 시작했다. 일부 전설은 서기 78년에 시작된 샤카기원도 그와 연관시킨다. 페르시아 학자 비루니 (973–1048)가 인도를 방문했을 때, 그는 인도인들이 스리 하르샤, 비크라마디티야 (기원전 57년), 샤카 (서기 78년), 발라바 및 굽타기원의 다섯 시대를 사용한다는 것을 알게 되었다. 비크라마디티야 시대는 인도 남부와 서부에서 사용되었다. 비루니는 샤카기원에 대한 다음 전설을 알게 되었다.
사카 통치자가 인도 북서부를 침략하여 힌두교도들을 억압했다. 한 자료에 따르면, 그는 알만수라 시 출신의 수드라였다. 다른 자료에 따르면, 그는 서쪽에서 온 비힌두교도였다. 서기 78년, 힌두 왕 비크라마디티야가 그를 물리치고 물탄과 로니 성 사이에 위치한 카루르 지역에서 그를 죽였다. 천문학자들과 다른 사람들은 이 날짜를 새로운 시대의 시작으로 사용하기 시작했다.

비크라마디티야기와 샤카기 사이에 130년 이상의 차이가 있었기 때문에, 비루니는 그들의 창시자가 같은 이름을 가진 두 왕이라고 결론 내렸다. 비크라마디티야기는 첫 번째 왕의 이름을 따서 명명되었고, 샤카기는 두 번째 비크라마디티야가 샤카 통치자를 물리친 것과 연관되었다.
여러 후대 전설, 특히 자이나교 전설에 따르면 비크라마디티야는 사카족을 물리친 후 기원전 57년 시대를 세웠고, 차례로 샬리바하나에게 패배하여 서기 78년 시대를 세웠다고 한다. 두 전설 모두 역사적으로 부정확하다. 두 시대의 시작 시점에는 135년의 차이가 있으며, 비크라마디티야와 샬리바하나가 동시에 살았을 수는 없다. 기원전 57년에 시작된 시대와 비크라마디티야의 연관성은 9세기 이전의 어떤 자료에서도 발견되지 않는다. 이전 자료들은 이 시대를 "크리타", "말라바 부족의 시대" 또는 "삼바트"("시대") 등 여러 이름으로 불렀다. D. C. 시르카르와 D. R. 반다르카르와 같은 학자들은 이 시대의 이름이 "비크라마디티야"라는 칭호를 채택한 찬드라굽타 2세의 통치 기간 동안 비크람 삼바트로 변경되었다고 믿는다 (아래 참조). 대안적인 이론들도 존재하며, 루돌프 회른레는 야쇼다르만이 시대를 비크람 삼바트로 개명했다고 믿었다. 샤카 시대를 샬리바하나 시대로 처음 언급한 것은 13세기이며, 이는 이 시대의 외국과의 연관성을 제거하려는 시도였을 수 있다.

## 참고 문헌
- A. K. Warder (1992). 〈XLVI: The Vikramaditya Legend〉. 《Indian Kāvya Literature: The art of storytelling》. Motilal Banarsidass. ISBN 978-81-208-0615-3.
- D. C. Sircar (1969). 《Ancient Malwa And The Vikramaditya Tradition》. Munshiram Manoharlal. ISBN 978-8121503488. 17 June 2016에 원본 문서에서 보존된 문서.
- Hans T. Bakker (1984). 《Ayodhya》. Institute of Indian Studies, University of Groningen. OCLC 769116023.
- Kailash Chand Jain (1991). 《Lord Mahāvīra and His Times》. 모틸랄 바나르시다스 퍼블리셔. ISBN 978-81-208-0805-8.